# Berat Sadik
Pour les articles homonymes, voir Sadik, Sadiq et Sadique.
Ne doit pas être confondu avec les footballeurs Umar Sadiq et Omar Sadik.
Berat Sadik, né le 14 septembre 1986 à Skopje, est un footballeur finlandais. Il joue actuellement au Doxa Katokopias. Il détient également la nationalité macédonienne. Il est d'origine albanaise.

## Biographie

### Ses débuts
En 2004, Berat Sadik commence sa carrière professionnelle avec le club du KuPS Kuopio, en Veikkausliiga.
En 2007, il signe avec le FC Lahti, toujours en Veikkausliiga.

### Parcours en Europe
Le 16 juin 2008, Sadik signe un contrat de trois ans à l'Arminia Bielefeld en Bundesliga.
Le 29 août 2009, Sadik est prêté par l'Arminia Bielefeld au club belge du SV Zulte Waregem.

### Retour en Finlande
En août 2010, Berat retourne au FC Lahti, mais le club est relégué en 2e division. Il rejoint donc pour la saison 2011 le double champion en titre, le HJK Helsinki.
Lors de la saison 2011, il inscrit avec le HJK 15 buts en championnat, avec notamment deux doublés.

### Parcours en Suisse
Avec le club du FC Thoune, il dispute 81 matchs en première division suisse, inscrivant 21 buts. Il réalise sa meilleure performance lors de la saison 2014-2015, où il marque 12 buts.
Avec le FC Thoune, il découvre également la phase de groupe de la Ligue Europa en 2013. A cette occasion, il inscrit un but sur la pelouse du Rapid Vienne.

### Passage en Russie et à Chypre
Avec l'équipe du Doxa Katokopias, il inscrit 30 buts en première division chypriote. Il réalise sa meilleure performance lors de la saison 2018-2019, où il marque 12 buts en autant de matchs. Cette saison là, il s'illustre avec un quadruplé inscrit sur la pelouse de l'APOEL Nicosie en septembre 2018.

### En équipe nationale
Avec les espoirs finlandais, il inscrit deux buts. Il marque son premier but le 8 septembre 2007, contre l'Écosse, lors des éliminatoires de l'Euro espoirs 2009. Il inscrit son second but le 27 mars 2009, en amical face à la Suède. Il participe quelques mois plus tard au championnat d'Europe espoirs organisé en Suède. Lors de cette compétition, il joue trois matchs. Il se met en évidence en délivrant une passe décisive face à l'Angleterre. Mais avec un bilan peu reluisant de trois défaites en trois matchs, six buts encaissés et un seul but marqué, la Finlande ne dépasse pas le premier tour du tournoi.
Le 2 juin 2008, il reçoit sa première sélection en équipe de Finlande, lors d'une rencontre amicale face à la Biélorussie (score : 1-1). Le 29 mars 2015, il inscrit son premier but avec la Finlande, face à l'Irlande du Nord, lors des éliminatoires de l'Euro 2016 (défaite 2-1).

## Palmarès
HJK Helsinki
- Championnat de Finlande
  - Champion (2) : 2011, 2012
- Coupe de Finlande
  - Vainqueur (1) : 2011

## Carrière internationale
| Compétition    | MJ | Buts | V | N | D |
| -------------- | -- | ---- | - | - | - |
| Qualif. CdM    | 1  | 0    | 0 | 1 | 0 |
| Qualif. Euro   | 4  | 1    | 2 | 1 | 1 |
| Matchs amicaux | 8  | 0    | 3 | 1 | 4 |
| Total          | 13 | 1    | 5 | 3 | 5 |

### Détails des sélections la Finlande
| Matchs internationaux de Berat Sadik | Matchs internationaux de Berat Sadik | Matchs internationaux de Berat Sadik                     | Matchs internationaux de Berat Sadik | Matchs internationaux de Berat Sadik | Matchs internationaux de Berat Sadik | Matchs internationaux de Berat Sadik                                 |
|                                      | Date                                 | Lieu                                                     | Adversaire                           | Résultat                             | Compétition                          | Notes                                                                |
| ------------------------------------ | ------------------------------------ | -------------------------------------------------------- | ------------------------------------ | ------------------------------------ | ------------------------------------ | -------------------------------------------------------------------- |
| 1.                                   | 29 mai 2008                          | MSV-Arena, Duisbourg, Allemagne                          | Turquie                              | 2 - 0                                | Match amical                         | Entre en jeu à la place de Mikael Forssell à la 78e minute de jeu.   |
| 2.                                   | 2 juin 2008                          | Veritas Stadion, Turku, Finlande                         | Biélorussie                          | 1 - 1                                | Match amical                         | Entre en jeu à la place de Mikael Forssell à la 81e minute de jeu.   |
| 3.                                   | 12 août 2009                         | Stade Råsunda, Solna, Suède                              | Suède                                | 1 - 0                                | Match amical                         | Entre en jeu à la place de Mikael Forssell à la 77e minute de jeu.   |
| 4.                                   | 9 septembre 2009                     | Rheinpark Stadion, Vaduz, Liechtenstein                  | Liechtenstein                        | 1 - 1                                | Éliminatoires Coupe du monde 2010    | Titulaire et remplacé par Joonas Kolkka à la 59e minute de jeu.      |
| 5.                                   | 29 mars 2011                         | Stade municipal d'Aveiro, Aveiro, Portugal               | Portugal                             | 2 - 0                                | Match amical                         | Titulaire et remplacé par Joonas Kolkka à la 73e minute de jeu.      |
| 6.                                   | 3 juin 2011                          | Stadio Olimpico, Serravalle, Saint-Marin                 | Saint-Marin                          | 0 - 1                                | Éliminatoires Euro 2012              | Entre en jeu à la place de Mikael Forssell à la 90e minute de jeu.   |
| 7.                                   | 22 janvier 2012                      | Stade Hasely-Crawford, Port-d'Espagne, Trinité-et-Tobago | Trinité-et-Tobago                    | 2 - 3                                | Match amical                         | Titulaire et remplacé par Mika Ääritalo à la 31e minute de jeu.      |
| 8.                                   | 5 mars 2014                          | ETO Park, Győr, Hongrie                                  | Hongrie                              | 1 - 2                                | Match amical                         | Entre en jeu à la place de Teemu Pukki à la 87e minute de jeu.       |
| 9.                                   | 29 mars 2015                         | Windsor Park, Belfast, Irlande du Nord                   | Irlande du Nord                      | 2 - 1                                | Éliminatoires Euro 2016              | Titulaire.                                                           |
| 10.                                  | 4 septembre 2015                     | Stade Karaïskaki, Athènes, Grèce                         | Grèce                                | 0 - 1                                | Éliminatoires Euro 2016              | Titulaire et remplacé par Sakari Mattila à la 81e minute de jeu.     |
| 11.                                  | 11 octobre 2015                      | Stade olympique d'Helsinki, Helsinki, Finlande           | Irlande du Nord                      | 1 - 1                                | Éliminatoires Euro 2016              | Entre en jeu à la place de Teemu Pukki à la 66e minute de jeu.       |
| 12.                                  | 5 mai 2018                           | Stadionul Ilie Oană, Ploiești, Roumanie                  | Roumanie                             | 2 - 0                                | Match amical                         | Titulaire et remplacé par Rasmus Karjalainen à la 63e minute de jeu. |
| 13.                                  | 9 juin 2018                          | Ratina Stadium, Tampere, Finlande                        | Biélorussie                          | 2 - 0                                | Match amical                         | Entre en jeu à la place de Tim Väyrynen à la 81e minute de jeu.      |

### Détails des buts avec la Finlande
| Buts internationaux de Berat Sadik | Buts internationaux de Berat Sadik | Buts internationaux de Berat Sadik     | Buts internationaux de Berat Sadik | Buts internationaux de Berat Sadik | Buts internationaux de Berat Sadik | Buts internationaux de Berat Sadik |
| 0                                  | Date                               | Lieu                                   | Adversaire                         | Score                              | Résultats                          | Compétitions                       |
| ---------------------------------- | ---------------------------------- | -------------------------------------- | ---------------------------------- | ---------------------------------- | ---------------------------------- | ---------------------------------- |
| 1                                  | 29 mars 2015                       | Windsor Park, Belfast, Irlande du Nord | Irlande du Nord                    | 2-1                                | 2-1                                | Éliminatoires Euro 2012            |